# Рукум (район)
Рукум (непальск. रुकुम जिल्ला) — один из 75 районов Непала. Входит в состав зоны Рапти, которая, в свою очередь, входит в состав Среднезападного региона страны. Административный центр — город Мусикот.
Граничит с районами Сальян и Ролпа (на юге), районами Баглунг и Мьягди зоны Дхаулагири (на востоке), районом Долпа зоны Карнали (на севере) и районом Джаяркот зоны Бхери (на западе). Площадь района составляет 2877 км². Высота территории изменяется от около 800 до 5911 м над уровнем моря. Район находится в бассейне реки Бхери, крупнейшего притока река Карнали.
Население по данным переписи 2011 года составляет 208 567 человек, из них 99 159 мужчин и 109 408 женщин. По данным переписи 2001 года население насчитывало 188 438 человек. 96,51 % населения исповедуют индуизм; 1,59 % — христианство; 1,07 % — буддизм; 0,06 % — ислам.